# Präludium und Fuge E-Dur BWV 878 (Das Wohltemperierte Klavier, II. Teil)
Präludium und Fuge E-Dur, BWV 878, bilden ein Werkpaar im 2. Teil des Wohltemperierten Klaviers, einer Sammlung von Präludien und Fugen für Tasteninstrumente von Johann Sebastian Bach.

## Präludium
Während Hermann Keller bei diesem Präludium an „Helligkeit und Wärme einer sommerlichen Landschaft“ denkt, spürt Peter Benary hier „abgeklärte Heiterkeit und Altersweisheit reflektiert, auch eine gewisse Klassizität in der Klarheit der ersten acht Takte“. Das Stück ist zum größten Teil dreistimmig gesetzt, mit jeweils einer Stimmverdichtung gegen Ende der beiden Formteile (24 bzw. 30 Takte). Zu beachten ist, wie zu Beginn des zweiten Formteils der Bass mit dem modulierenden his in den Dialog der Oberstimmen eingreift. Der fünfte Takt vor Schluss enthält im Bass vier verschiedene Lesarten.

## Fuge
Wann immer von Bachs Rückgriff auf den stile antico die Rede ist, wird zu Recht auf diese vierstimmige Fuge hingewiesen. Das Thema stammt nicht von Bach, sondern geht auf uralte Traditionen zurück. Es hat seinen Ursprung im Hymnus Pange lingua, findet sich unter anderem in der Missa Pange lingua von Josquin Desprez, in Ariadne musica von Johann Caspar Ferdinand Fischer, bei Johann Jakob Froberger und Johann Caspar von Kerll, und wird noch im Finale von Mozarts Jupitersinfonie eingesetzt.
Auf die Exposition, die das Thema nach jeweils anderthalb Takten vom Bass zum Sopran aufsteigen lässt, folgt sogleich eine Durchführung, die mit zwei Engführungen verdichtet ist. In weiteren Durchführungen mit Kadenzen nach cis-Moll in Takt 16 und nach fis-Moll in Takt 23 wird das Thema rhythmisch und melodisch variiert. Die harmonische Spannung erreicht ihren Höhepunkt ab Takt 33 mit der Modulation nach gis-moll in Takt 35, worauf als kontrapunktische Steigerung eine dreifache Engführung folgt. In den neun folgenden, abschließenden Takten erklingt das Thema zunächst im Sopran in der höchsten, bis dahin aufgesparten Lage bis zum a2. Nun schweben die drei Oberstimmen gleichsam schwerelos herunter; der Bass bringt das Thema zum letzten Mal, der Sopran begleitet seine Abwärtsbewegung in Sekundschritten, und die Fuge schließt mit einer innigen Wendung, die uns wieder auf die Erde zurückführt.